# Estació de Redu
L'estació de Redu (o Estació de seguiment de Redu) és una estació terrestre d'antenes de ràdio parabòl·liques d'ESTRACK utilitzades per a les comunicacions de seguiment i control dels satèl·lits de l'ESA. Es troba aproximadament a un quilòmetre del poble de Redu, en la Província de Luxemburg, al voltant de 40 km a vol d'ocell de Charleville-Mézières prop de les fronteres de França i de Luxemburg, a Bèlgica.
Els terminals terrestres proporcionen capacitats de seguiment en banda C, en banda L, en banda S, en banda Ku, i en banda Ka i les proves en òrbita de satèl·lits de telecomunicacions.

## Història
Les premeres antenes es van instal·lar fa més de 40 anys per permetre à l'ESA rastrejar i comunicar-se amb els satèl·lits. Avui en dia, l'estació inclou vint antenes de transmissió i recepció de dades.
La infraestructura permet a l'ESA experimentar actualment una intensa activitat de les missions tripulades de l'Estació Espacial Internacional (ISS), com per l'aplicació del sistema Galileo. Gràcies al satèl·lit geoestacionari Artemis, que s'utilitza per passar les dades a la bandes S i Ka, se supervisa «directament» les maniobres del nau de càrrega automàtica europea (ATV) com l'atracatge per a la sortida d'òrbita.

## Equip

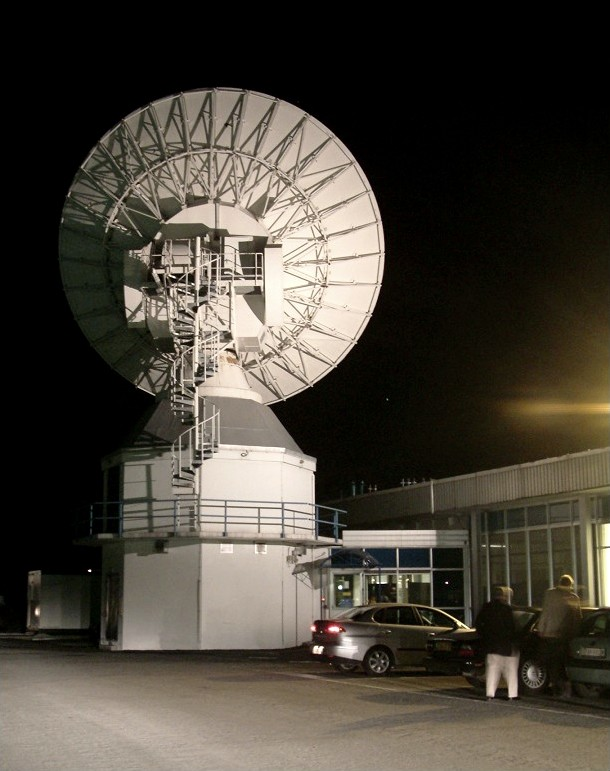
L'antena REDU-2 de 13,5 m de diàmetre.

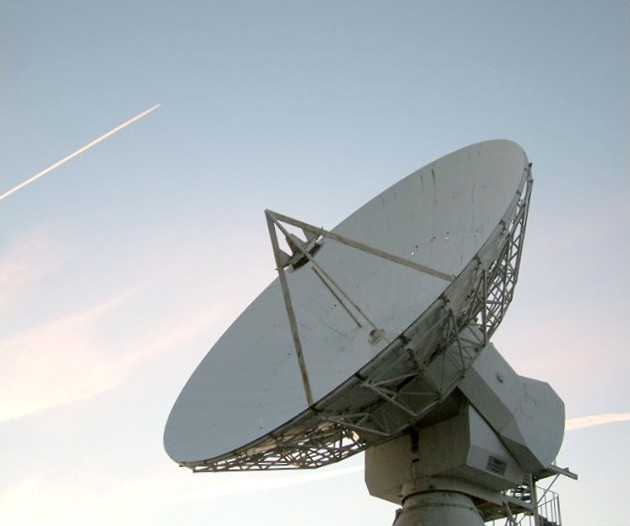
L'antena REDU-2 de 13,5 m de diàmetre.

El lloc acull una vintena d'antenes, la més gran conforma uns 20 m de diàmetre. Va entrar en servei el 2010 per permetre la comunicació amb el proper sistema de posicionament per satèl·lit Galileo. Opera en la banda C i en UHF.
Les principals antenes de transmissió són:
- REDU-1 de 15 m de diàmetre funcionant en banda S,
- REDU-2 de 13,5 m de diàmetre funcionant en banda Ka,
- REDU-3 de 2,4 m de diàmetre funcionant en banda S,
- Una antena de 9 m en banda S (instal·lada en el 2001),
- Una xarxa de 6 antenes de 3,8 m funcionant en banda Ku,
- Una antena de 9,3 m de diàmetre per la banda C.

REDU-3 es dedica a la tasca del PROBA (Project for On-Board Autonomy). L'antena de 9 m i les sis de 3,8 m són utilitzades per a les comunicacions amb els satèl·lits Eutelsat. REDU-2 va obtenir millores en el 2001 per poder assegurar el seguiment de l'Artemis, un satèl·lit geoestacionari de retransmissió.